# Deposició química de vapor millorada per plasma

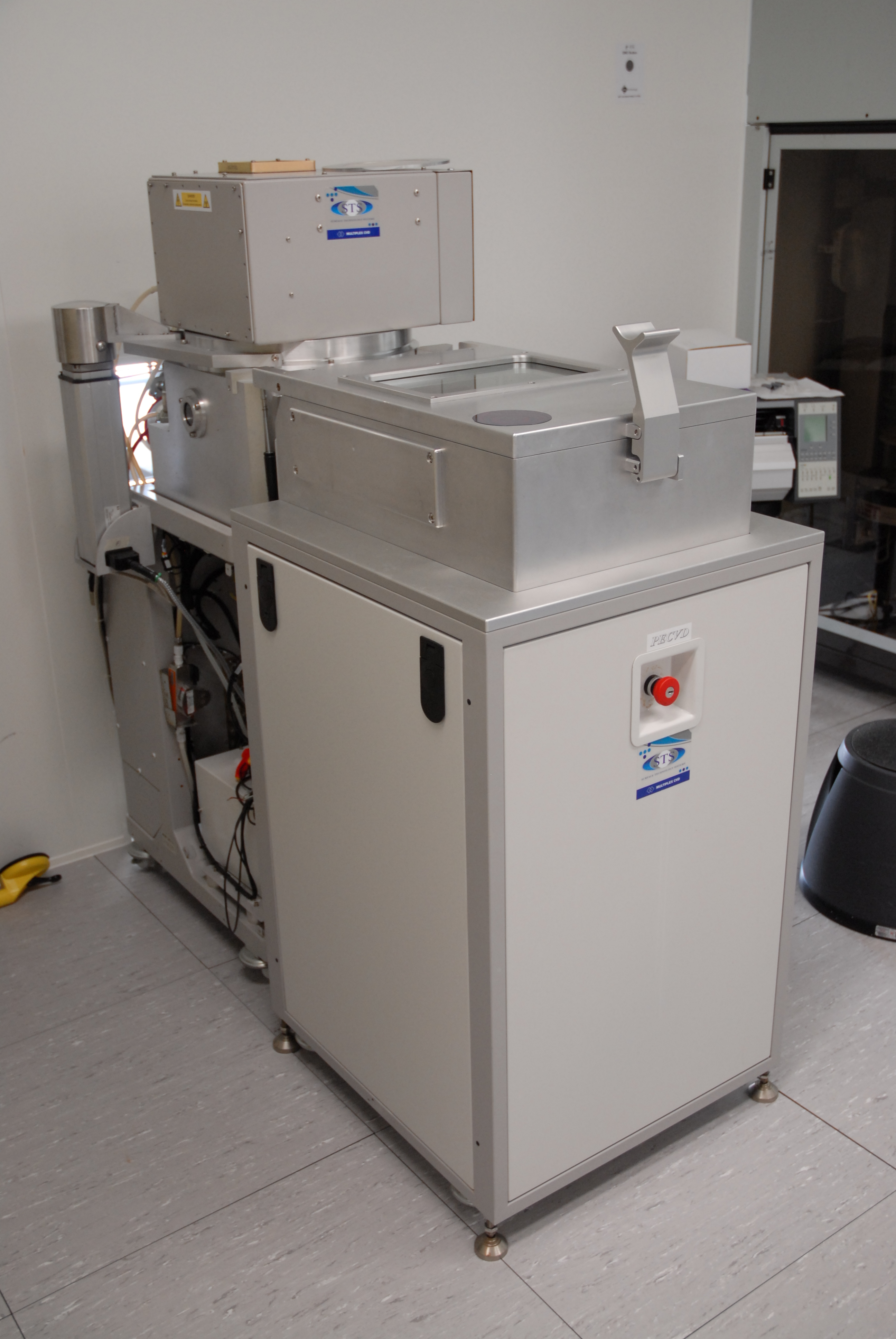
Màquina PECVD a les instal·lacions tecnològiques de LAAS a Toulouse, França.

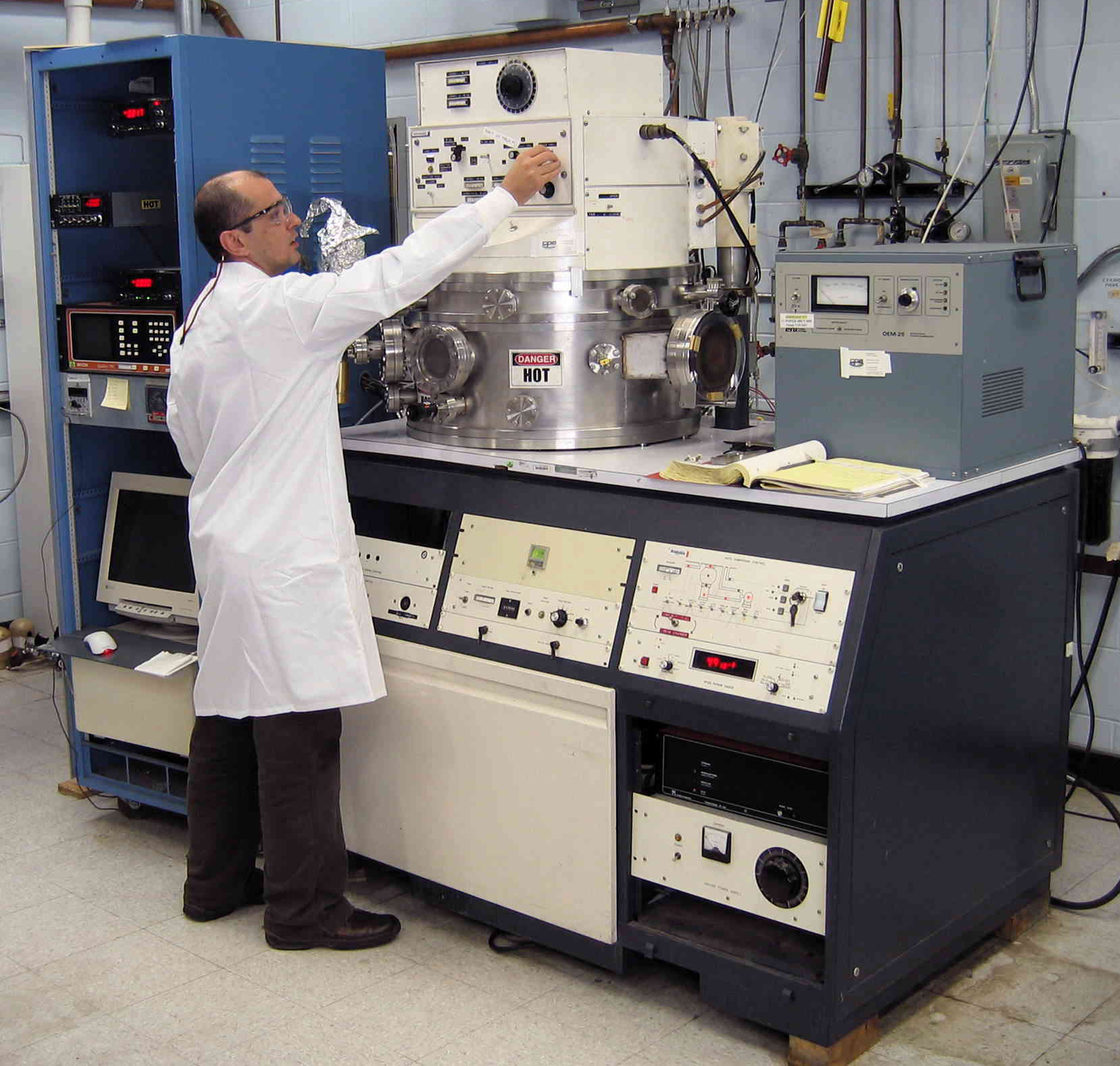
Aquest sistema comercial va ser dissenyat per al camp dels semiconductors i conté tres objectius de 8" de diàmetre que es poden executar individualment o simultàniament per dipositar pel·lícules metàl·liques o dielèctriques sobre substrats de fins a 24" de diàmetre. En ús al Laboratori Nacional d'Argonne.

La deposició química de vapor millorada per plasma (amb acrònim anglès PECVD) és un procés de deposició de vapor químic que s'utilitza per dipositar pel·lícules primes des d'un estat gasós (vapor) a un estat sòlid sobre un substrat. En el procés intervenen reaccions químiques, que es produeixen després de la creació d'un plasma dels gasos que reaccionen. El plasma es crea generalment per ràdiofreqüència (RF) (corrent altern (AC)) freqüència o descàrrega de corrent continu (DC) entre dos elèctrodes, l'espai entre els quals s'omple amb els gasos que reaccionen.
Un plasma és qualsevol gas en què un percentatge important dels àtoms o molècules estan ionitzats. La ionització fraccionada en plasmes utilitzats per a la deposició i processament de materials relacionats varia des d'uns 10 -4 en descàrregues capacitives típiques fins a un 5-10% en plasmes inductius d'alta densitat. Els plasmes de processament solen funcionar a pressions d'uns quants militorrs a uns quants torr, encara que les descàrregues d'arc i els plasmes inductius es poden encendre a pressió atmosfèrica. Els plasmes amb baixa ionització fraccionada són de gran interès per al processament de materials perquè els electrons són tan lleugers, en comparació amb els àtoms i les molècules, que l'intercanvi d'energia entre els electrons i el gas neutre és molt ineficient. Per tant, els electrons es poden mantenir a temperatures equivalents molt elevades (desenes de milers de kelvins, equivalents a diversos electronvolts d'energia mitjana), mentre els àtoms neutres romanen a la temperatura ambient. Aquests electrons energètics poden induir molts processos que, d'altra manera, serien molt improbables a baixes temperatures, com ara la dissociació de molècules precursores i la creació de grans quantitats de radicals lliures.
El segon benefici de la deposició dins d'una descàrrega sorgeix del fet que els electrons són més mòbils que els ions. Com a conseqüència, el plasma és normalment més positiu que qualsevol objecte amb el qual estigui en contacte, ja que, en cas contrari, un gran flux d'electrons fluiria del plasma a l'objecte. La diferència de tensió entre el plasma i els objectes en els seus contactes es produeix normalment a través d'una regió fina de la funda. Els àtoms o molècules ionitzades que es difonen a la vora de la regió de la funda senten una força electroestàtica i s'acceleren cap a la superfície veïna. Així, totes les superfícies exposades al plasma reben un bombardeig energètic d'ions. El potencial a través de la coberta que envolta un objecte elèctricament aïllat (el potencial flotant) sol ser només de 10 a 20 V, però es poden aconseguir potencials de coberta molt més alts mitjançant ajustos en la geometria i la configuració del reactor. Així, les pel·lícules es poden exposar a un bombardeig d'ions energètics durant la deposició. Aquest bombardeig pot provocar augments de la densitat de la pel·lícula i ajudar a eliminar els contaminants, millorant les propietats elèctriques i mecàniques de la pel·lícula. Quan s'utilitza un plasma d'alta densitat, la densitat iònica pot ser prou alta com per a que es produeixi una polverització catòdica important de la pel·lícula dipositada; aquesta pulverització es pot utilitzar per ajudar a planaritzar la pel·lícula i omplir rases o forats.